# 안젤로 디 리비오
안젤로 디 리비오(이탈리아어: Angelo Di Livio, 1966년 7월 26일 ~ )는 미드필더로 뛰던 전직 축구 선수이다. 그는 현역 시절에 팀 동료였던 로베르토 바조가 디 리비오의 뛰는 모습과 측면을 돌파하는 모습을 보고 지어준 솔다티노(Soldatino, 작은 병사)라는 별명으로 알려졌다.

## 선수 경력
디 리비오는 레자나 (1985–86), 노체리나 (1986–87), 페루자 (1987–89), 파도바 (1989–93), 유벤투스 (1993–99) 그리고 피오렌티나 (1999–2005)에서 뛰었다. 그의 지칠줄 모르는 체력과 훌륭한 크로스 능력으로 1993년에서 1999년까지 유벤투스의 선발 라인업에 포함되었다. 유벤투스에서 있는 동안에, 그는 세 번의 스쿠데토와 한 번의 챔피언스리그 우승컵을 들었다. ACF 피오렌티나가 재정 부실로 파산을 하여, 4부리그로 강등이 되었을때, 팀에 잔류한 유일한 스타 플레이어였다. 그의 헌신적인 활약덕에 팀은 2004년 세리에 A로 다시 승격하였다.

## 은퇴후
그는 최근에 AS 로마 유스팀 코치를 맡고 있고, 그의 아들도 AS 로마 유스팀 소속이다.